# Leuproréline
La leuproréline ou leuprolide est un nonapeptide de synthèse analogue de l’hormone de libération des gonadotrophines hypophysaires.
L’acétate de leuproréline est un sel d’acétate obtenu en combinant de la leuproréline avec de l’acide acétique. C’est un médicament d’hormonothérapie commercialisé sous les noms Lupron et Eligard,,, et utilisé, en oncologie, dans le traitement du cancer de la prostate avancé ou comme hormonothérapie pour personnes transgenre ou en questionnement sur leur identité de genre. Il ralentit ou inhibe la production de testostérone pour bloquer ou ralentir la croissance et la reproduction des cellules cancéreuses lors du traitement du cancer de la prostate. Dans le cas des personnes transgenre assignée homme à la naissance, bloque la testostérone qui peut être source de dysphorie, particulièrement pendant la puberté et laisse quelques mois, voir années, de pause de la croissance du corps pour les personnes questionnant leur identité de genre. Il est administré par injection sous-cutanée sous forme d'acétate de leuporéline.